# Jogos Pan-Africanos de 2003
Os Jogos Pan-africanos de 2003 foram realizados na cidade de Abuja, na Nigéria, entre 4 e 19 de setembro.
 

Durante a competição, a Nigéria conquistou as medalhas do 4x100 e do 4x400 feminino, no atletismo, bem como os 100 m e os 200 m, com Mary Onyali-Omagbemi, medalhista de bronze nos Jogos Olímpicos de Barcelona e nas Olimpíadas de Atlanta. Nas disputas coletivas, o hóquei sobre grama teve como vencedores o Egito (masc.) e a África do Sul (fem.), no futebol, os camaroneses foram os medalhistas de ouro ao lado das nigerianas.

## Quadro de medalhas
País sede destacado.
| Ordem | País                           | Medalha de ouro | Medalha de prata | Medalha de bronze | Total |
| ----- | ------------------------------ | --------------- | ---------------- | ----------------- | ----- |
| 1     | Nigéria                        | 85              | 90               | 65                | 240   |
| 2     | Egito                          | 80              | 62               | 72                | 214   |
| 3     | África do Sul                  | 63              | 59               | 49                | 171   |
| 4     | Argélia                        | 32              | 24               | 31                | 87    |
| 5     | Tunísia                        | 30              | 29               | 30                | 89    |
| 6     | Camarões                       | 8               | 4                | 23                | 35    |
| 7     | Senegal                        | 6               | 9                | 19                | 34    |
| 8     | Etiópia                        | 5               | 8                | 7                 | 20    |
| 9     | Quénia                         | 5               | 5                | 4                 | 14    |
| 10    | Gana                           | 4               | 5                | 16                | 25    |
| 11    | Botswana                       | 4               | 1                | 6                 | 11    |
| 12    | Angola                         | 3               | 3                | 7                 | 13    |
| 13    | Madagascar                     | 3               |                  | 3                 | 6     |
| 14    | Líbia                          | 2               | 3                | 5                 | 10    |
| 15    | Zimbabwe                       | 2               | 3                | 2                 | 7     |
| 16    | Lesoto                         | 2               | 1                | 3                 | 6     |
| 17    | Costa do Marfim                | 1               | 1                | 7                 | 9     |
| 18    | Tanzânia                       | 1               |                  | 1                 | 2     |
| 19    | Cabo Verde                     | 1               |                  |                   | 1     |
| 19    | República Centro-Africana      | 1               |                  |                   | 1     |
| 21    | Seicheles                      |                 | 10               | 6                 | 16    |
| 22    | Namíbia                        |                 | 3                | 4                 | 7     |
| 23    | Congo                          |                 | 1                | 5                 | 6     |
| 23    | Mali                           |                 | 1                | 5                 | 6     |
| 23    | Zâmbia                         |                 | 1                | 5                 | 6     |
| 26    | Uganda                         |                 | 1                | 4                 | 5     |
| 27    | Benim                          |                 | 1                | 2                 | 3     |
| 28    | República Democrática do Congo |                 | 1                | 1                 | 2     |
| 29    | Gabão                          |                 | 1                |                   | 1     |
| 29    | Guiné-Bissau                   |                 | 1                |                   | 1     |
| 31    | Burquina Fasso                 |                 |                  | 3                 | 3     |
| 31    | Maurícia                       |                 |                  | 3                 | 3     |
| 31    | Níger                          |                 |                  | 3                 | 3     |
| 31    | Togo                           |                 |                  | 3                 | 3     |
| 35    | Sudão                          |                 |                  | 2                 | 2     |
| 36    | Guiné                          |                 |                  | 1                 | 1     |
| 36    | São Tomé e Príncipe            |                 |                  | 1                 | 1     |
| 36    | Serra Leoa                     |                 |                  | 1                 | 1     |
| TOTAL | TOTAL                          | 338             | 328              | 399               | 1 065 |